# La respuesta
La respuesta  è un singolo della cantante statunitense Becky G in collaborazione con il cantante colombiano Maluma.
La canzone doveva essere inclusa nel suo primo album, ma per ragioni sconosciute è stata esclusa.